# Pleurotomella dalli
Pleurotomella dalli är en snäckart som beskrevs av Bush 1893. Pleurotomella dalli ingår i släktet Pleurotomella och familjen kägelsnäckor. Inga underarter finns listade i Catalogue of Life.